# Mont Byōbu
Pour l’article homonyme, voir Byōbu.
Le mont Byōbu (屏風岳, Byōbu-dake) est une montagne culminant à 320 m sur Uotsuri-jima des îles Senkaku à Ishigaki dans la préfecture d'Okinawa au Japon. C'est le second point le plus élevé de l'île après le mont Narahara.